# 錫卡莫爾鎮區 (伊利諾伊州迪卡爾布縣)
錫卡莫爾鎮區（英語：Sycamore Township）是位於美國伊利諾伊州迪卡爾布縣的一個行政鎮區。

## 地方資料
根據2010年美國人口普查的數據，錫卡莫爾鎮區的面積為89.40平方千米，當中陸地面積為88.70平方千米，而水域面積為0.70平方千米。當地共有人口14425人，而人口密度為每平方千米161.35人。